# Сонячний (стадіон)
«Со́нячний» — футбольний стадіон, побудований у 2011 році. Знаходиться на околиці Харкова (місцевість П'ятихатки) на території Малоданилівської громади. Вміщує 4924 глядачі. На «Сонячному» національна збірна України з футболу проводить підготовчі збори та тренування перед матчами, які відбуваються на стадіоні «Металіст». Стадіон було обстріляно російськими військами в травні 2022 року в ході російського вторгнення в Україну.
Стадіон приймав домашні футбольні матчі «Геліоса» в Першій лізі, «Металіста 1925» та «Метала» в Другій лізі, «Вовчанська» в Чемпіонат України серед аматорів, а також жіночого футбольного клубу «Житлобуд-2». 30 вересня 2020 року на «Сонячному» відбувся фінал Кубку України з футболу серед жінок 2019/20.
Станом на першу половину сезону 2021/22 «Сонячний» належав до другої категорії за класифікацією УАФ, тобто міг приймати матчі Першої та Другої ліг, а також Кубку України до стадії 1/4 фіналу включно.

## Історія

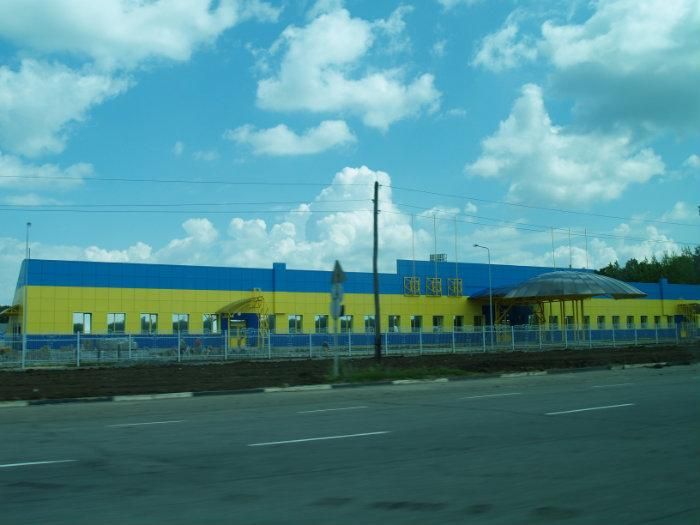
Вхід до стадіону.

Стадіон було побудовано у 2011 році Південною залізницею в рамках підготовки до проведення чемпіонату Європи з футболу 2012 року. Під час Євро «Сонячний» використовувався як запасна тренувальна база для учасників турніру, зокрема, для збірної Нідерландів.
Протягом п'яти сезонів (із серпня 2012 року до червня 2017 року) харківський «Геліос» проводив на стадіоні домашні матчі чемпіонату та кубку України. У сезоні 2017/18 «Сонячний» був запасним стадіоном «Геліоса».
У червні 2013 року «Сонячний» став одним зі стадіонів, де пройшов Міжнародний турнір з регбіліг пам'яті А. В. Мартиросяна.
У сезоні 2016/2017 чернігівська «Десна» провела три домашніх матчі першості та одну гру в кубку України на «Сонячному», не маючи змоги грати на власній домашній арені через її закриття на реконструкцію.
9 липня 2017 року на стадіоні «Сонячний» футбольний клуб «Металіст 1925» провів свою дебютну гру на професійному рівні. У серпні того ж року «жовто-сині» зіграли на цьому стадіоні ще 3 домашні матчі. Після цього «Сонячний» був резервним стадіоном «Металіста 1925» до літа 2021 року, коли команда вийшла до Прем'єр-ліги. 
У першій частині сезону 2019/20 ФК «Вовчанськ» проводив на стадіоні домашні матчі Чемпіонату України серед аматорів.
30 вересня 2020 року на стадіоні відбувся фінал Кубку України з футболу серед жінок сезону 2019/20. У цьому матчі «Житлобуд-2» з рахунком 1:0 переміг «Схід» зі Старої Маячки.
У першій частині сезону 2020/21 стадіон приймав домашні матчі футбольного клубу «Метал», який виступав у Другій лізі.
20 травня 2022 року стало відомо, що «Сонячний» обстріляла російська армія в ході російського вторгнення в Україну. Внаслідок обстрілу зруйновано трибуни, снаряди також влучили у футбольне поле.

## Інфраструктура
Інфраструктура арени включає натуральне поле розміром 105х68 метрів, систему автоматичного поливу поля, підтрибунні приміщення, електронне табло, опори для штучного освітлення. Для проживання учасників футбольних змагань зведено готель. Між готелем і стадіоном побудовано паркінг на 300 автомобілів.

## Транспорт
Проїзд до стадіону:
- автобус № 296е від ст. м. «Держпром» до зупинки «Проспект Курчатова» (далі — пішки хвилин 10-15);
- автобус № 1656 із автостанції біля ст. м. «Героїв Праці» до зупинки «Будиночок Лісника»/«Екопарк» (далі — метрів 100 пішки через Кільцеву дорогу);
- автобуси № 1151, 1153т, 1161т, 1179 та 1180 від автостанції №4 «Лісопарк» до зупинки «Сонячний» (безпосередньо біля стадіону)[35].

## Цікаві факти
- У багатьох джерелах зазначається, що «Сонячний» знаходиться в Харкові, в якості адреси вказується: м. Харків[13][33] (селище П'ятихатки[19][28][29][30]), Білгородське (з 2022 року — Харківське) шосе[35]. Стадіон справді розташований біля Харківського шосе, але за межами Харкова, на території Малоданилівської громади Дергачівського району[1]. Цей факт дозволяв «Сонячному» продовжувати приймати матчі ФК «Метал»[36] восени 2020 року, коли Харків перебував у «червоній зоні» карантину через пандемію COVID-19 та не міг приймати футбольні матчі[37][38].
- Звертає на себе увагу вдалий збіг у назвах стадіону та клубу, який довгий час проводив на ньому домашні матчі (Геліос — бог сонця у давньогрецькій міфології. Від цього походить прізвисько гравців ФК «Геліос» — «сонячні»). Але це справді збіг, бо стадіон отримав назву «Сонячний» від однойменного табору відпочинку Південної залізниці[39], на території якого він побудований[40].